# Jotapià
Jotapià (en llatí Marcus Fulvius Rufus Iotapianus) va ser un usurpador del tron imperial romà en temps de Felip l'Àrab. L'any 248, usurpà el poder imperial a les províncies orientals de l'imperi. Jotapià reclamava ser descendent d'Alexandre el Gran, segons Zòsim.
Jotapià apareix per primera vegada en una rebel·lió contra l'augment d'impostos dut a terme contra Gai Juli Prisc, germà de Felip l'Àrab nomenat governador de les províncies orientals pel seu germà Felip. Es va proclamar emperador i va fer d'Antioquia la seva capital. Al cap d'un temps Jotapià va ser assassinat pels seus propis soldats.